# Мар'янівка (Олександрійський район)
Мар'я́нівка — село в Україні, належить до Петрівської селищної громади Олександрійського району Кіровоградської області. Населення становить 30 осіб. Орган місцевого самоврядування — Петрівська селищна рада.

## Географія
Селом протікає річка Балка Дубова.

## Населення
Згідно з переписом УРСР 1989 року чисельність наявного населення села становила 33 особи, з яких 13 чоловіків та 20 жінок.
За переписом населення України 2001 року в селі мешкало 30 осіб.

### Мова
Розподіл населення за рідною мовою за даними перепису 2001 року:
| Мова       | Відсоток |
| ---------- | -------- |
| українська | 96,67 %  |
| російська  | 3,33 %   |